# Liste des communes de la province de Pontevedra
Cette liste présente les 62 communes de la Province de Pontevedra en Galice (Espagne).

Communes de la Province de Pontevedra.

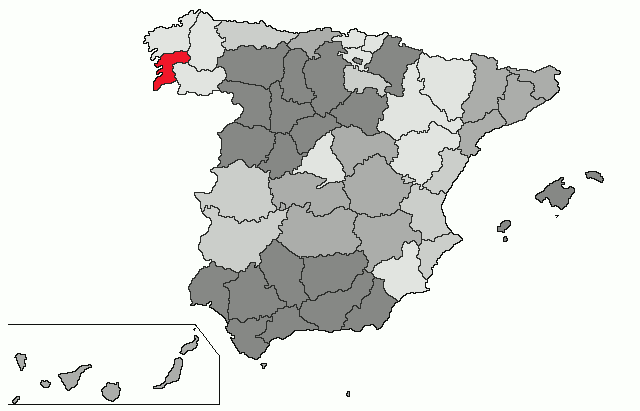
Localisation de la province de Pontevedra en Espagne.

## Liste
| Nom officiel (nom français)     | Nom en castillan     | Population (2011) |
| ------------------------------- | -------------------- | ----------------- |
| Agolada                         | Golada               | 2 926             |
| Vila de Cruces                  | Villa de Cruces      | 6 325             |
| Silleda                         | Silleda              | 9 199             |
| Lalín                           | Lalín                | 21 127            |
| Rodeiro                         | Rodeiro              | 3 034             |
| Dozón                           | Dozón                | 1 744             |
| A Estrada                       | La Estrada           | 21 759            |
| Cerdedo                         | Cerdedo              | 2 297             |
| Forcarei                        | Forcarey             | 4 044             |
| Pontecesures                    | Puentecesures        | 3 136             |
| Portas                          | Portas               | 3 070             |
| Catoira                         | Catoira              | 3 489             |
| Caldas de Reis                  | Caldas de Reyes      | 10 060            |
| Cuntis                          | Cuntis               | 5 066             |
| Valga                           | Valga                | 6 103             |
| Moraña                          | Moraña               | 4 398             |
| Vilagarcía de Arousa            | Villagarcía de Arosa | 37 903            |
| Vilanova de Arousa              | Villanueva de Arosa  | 10 614            |
| A Illa de Arousa (Île d'Arousa) | Isla de Arosa        | 5 020             |
| Ribadumia                       | Ribadumia            | 5 107             |
| Cambados                        | Cambados             | 13 946            |
| Meis                            | Meis                 | 4 988             |
| Meaño                           | Meaño                | 5 444             |
| O Grove                         | El Grove             | 11 241            |
| Sanxenxo                        | Sangenjo             | 17 586            |
| Barro                           | Barro                | 3 668             |
| Campo Lameiro                   | Campo Lameiro        | 2 036             |
| Poio                            | Poyo                 | 16 501            |
| Pontevedra                      | Pontevedra           | 83 029            |
| Cotobade                        | Cotobad              | 4 432             |
| Vilaboa                         | Vilaboa              | 6 024             |
| Ponte Caldelas                  | Puentecaldelas       | 6 319             |
| A Lama                          | La Lama              | 2 976             |
| Marín                           | Marín                | 25 864            |
| Bueu                            | Bueu                 | 12 348            |
| Cangas                          | Cangas de Morrazo    | 26 121            |
| Moaña                           | Moaña                | 19 336            |
| Soutomaior                      | Sotomayor            | 7 223             |
| Fornelos de Montes              | Fornelos de Montes   | 2 002             |
| Redondela                       | Redondela            | 30 006            |
| Pazos de Borbén                 | Pazos de Borbén      | 3 192             |
| Vigo                            | Vigo                 | 292 241           |
| Mos                             | Mos                  | 14 942            |
| Nigrán                          | Nigrán               | 17 879            |
| Baiona                          | Bayona               | 12 258            |
| Gondomar                        | Gondomar             | 13 973            |
| O Porriño                       | Porriño              | 18 075            |
| Salceda de Caselas              | Salceda de Caselas   | 8 665             |
| Mondariz                        | Mondariz             | 5 081             |
| Mondariz-Balneario              | Mondariz-Balneario   | 730               |
| Ponteareas                      | Puenteareas          | 23 561            |
| Salvaterra de Miño              | Salvatierra de Miño  | 9 546             |
| As Neves                        | Nieves               | 4 400             |
| Covelo                          | Covelo               | 3 235             |
| A Cañiza                        | La Cañiza            | 6 461             |
| Crecente                        | Creciente            | 2 533             |
| Arbo                            | Arbo                 | 3 741             |
| Oia                             | Oya                  | 3 179             |
| Tomiño                          | Tomiño               | 13 604            |
| Tui                             | Tuy                  | 17 236            |
| O Rosal                         | El Rosal             | 6 613             |
| A Guarda                        | La Guardia           | 10 484            |